# Розенфельд, Ирина Александровна
Ирина Александровна Розенфельд (укр. Ірина Олександрівна Розенфельд; 10 декабря 1988, Керчь) — украинская и израильская эстрадная певица, композитор, обладатель премии «Золотая шарманка».

## Биография
С 1996 по 2003 годы Ирина училась в крымском республиканском лицее искусств на вокально-хоровом отделении. Исполняла произведения с эстрадно-симфоническим и камерным оркестрами лицея. Сама пишет музыку, сочиняет различные пьесы и мелодии. В репертуаре есть несколько авторских песен. Заняла 3 место на республиканском конкурсе «Юный композитор» в 1998 году.
Ирина — действительный член крымской малой академии искусств и народных ремёсел.
Финалистка национального отбора на Евровидение 2005 , проект «Ти- зірка» («Ты — звезда» (укр.)).
Ирина — победитель и лауреат более тридцати международных, всеукраинских и республиканских конкурсов и фестивалей по вокальному искусству (имеет около 50 грамот и дипломов). Обладатель пяти наград Гран-при. За победы на детских конкурсах неоднократно награждалась государственным комитетом молодёжной политики, спорта и туризма путёвками в МДЦ «Артек».
Как лауреат первой премии «Черноморских игр», Ирина участвовала в благотворительном туре по городам Украины.
В 2003 году дебютировала в первом для себя крупномасштабном мюзикле «Экватор». Исполняла роль сестры главной героини мюзикла и ведущие вокальные партии.
В 2005 году как артистка-вокалистка, работала в национальном концертном оркестре эстрадной и симфонической музыки Республики Беларусь под управлением М. Финберга. Принимала участие в «Золотом шлягере».
В декабре 2007 году удостоена музыкальной награды «Золотая шарманка». Сотрудничает с балетом А-6. Работала в мюзикле по Бобу Фоссу, со студией «95-й квартал», командой КВН «ЧП». Принимала участие в концертных программах со звёздами украинской и российской эстрады.
В 2008 году, представляя Россию на фестивале «Новая волна», получила вторую премию, и специальный приз от Лаймы Вайкуле, как самая стильная участница.
В 2009 году снялась в эпизодической роли в российском психологическом триллере «Ловушка» и короткометражном фильме в поддержку кампании против СПИДа и наркозависимости «Обними меня».
В 2010 году финалистка телевизионного шоу «Украина слезам не верит»
В 2011 году Ирина Розенфельд поддержала благотворительную акцию «Милосердный Валентин», которую с 24 января по 14 февраля проводили благотворительный фонд «Открытые сердца Украины» и «Первый Инвестиционный Банк». Все собранные во время акции средства были направлены на приобретение оборудования для диагностирования сердечно-сосудистых заболеваний и переданы в Научно-практический медицинский центр детской кардиологии и кардиохирургии МОЗ Украины. Так же в России вышел новый телесериал «Пончик Люся», где звучит саундтрек авторской песни «Forever», в исполнении Ирины Розенфельд.
В 2012 году в России вышел телесериал «Женский доктор» с её участием. В этом же году Ирина опять поддержала благотворительную акцию «Милосердный Валентин».
В 2013 году снялась в многосерийной криминальной драме «Ловушка». Так же в 2013 году стала финалисткой телевизионного шоу «Як дві краплі»(ТРК Украина).
Ирина перенесла инсульт, после которого была долгая и тяжёлая реабилитация. Впоследствии репатриировалась в Израиль, где живёт уже несколько лет и успешно занимается творчеством под сценическим именем "Mishéll" ("МишЭль").

## Образование
- КРУВКИ «Лицей Искусств» (вокально-хоровое отделение)
- Киевское государственное высшее музыкальное училище имени Глиера (эстрадный вокал)
- Киевский государственный колледж эстрадного и циркового искусств (эстрадний вокал), закончила с красным дипломом
- Государственная академия руководящих кадров культуры и искусства (эстрадный вокал)

## Фестивали и конкурсы
- 1 премия на фестивале «Черноморские игры»
- 1 премия на фестивале «Песенный вернисаж»
- 2 премия на международном конкурсе «Мир для молодых», Венгрия
- Гран-при в номинации «Надежда Украины» в рамках конкурса «Крок до зірок»
- 1 премия на конкурсе современной израильской песни на Украине
- Гран-при фестиваля «Ассамблея 2002»
- лауреат 7-го Московского международного фестиваля детского и юношеского художественного творчества «Зажги свечу»
- Гран-при на Международном конкурсе искусств «Надежда», Киев — Нью-Йорк — Иерусалим
- финалистка Национального отборочного конкурса на Евровидение-2006, заняла второе место после Тины Кароль[3]
- 2 премия на Международном конкурсе-фестивале юмора и эстрадного искусства «Москва-Ялта-Транзит»[1] в Ялте
- 2 премия и спецприз Лаймы Вайкуле на Международном эстрадном конкурсе молодых исполнителей «Новая волна 2008» в Юрмале[4]
- финалистка Национального отбора на Евровидение-2010[5]
- финалистка украинского шоу «Украина слезам не верит»
- Финалистка украинского шоу «Як двI краплI»
- Участница украинского шоу «Смачна ліга»

## Клипы
- 2010 — «Отец Шоубиза»
- 2018 - “Never Be”
- 2018 - “Mic Is On”